# L'Enfant du cauchemar
Série Freddy
Le Cauchemar de Freddy
(1988) La Fin de Freddy : L'Ultime Cauchemar
(1991)
Pour plus de détails, voir Fiche technique et Distribution.
L'Enfant du cauchemar ou Freddy 5 : L'héritier du rêve au Québec (A Nightmare on Elm Street: The Dream Child) est un film américain réalisé par Stephen Hopkins et sorti en 1989.
Le film met en scène Freddy Krueger qui parvient à revenir hanter les rêves des adolescents de Springwood par le biais de l'enfant qu'attend Alice. Cette dernière tentera de percer les secrets de la mère de Freddy, Amanda Krueger, pour vaincre le monstre une ultime fois.
Il s'agit du cinquième volet de la série de films Freddy. Il fait suite à Le Cauchemar de Freddy (1988). Il est l'un des plus mauvais film de la saga au box-office et il reçoit des critiques globalement négatives. Il connaît malgré tout une suite, La Fin de Freddy : L'Ultime Cauchemar (1991).

## Synopsis
En 1989, presque un an après sa confrontation avec Krueger, Alice tente d'oublier Freddy et mène une vie de couple avec Dan. Ces derniers sont diplômés du lycée et se projettent dans une nouvelle vie.
Cependant, de nouveaux rêves plus vrais que nature mettent en scène Alice dans un sinistre asile d'aliénés (un ancien service de Westin Hills) en compagnie de fous dangereux qui l'encerclent.
Au cours de ce qui semble être un nouveau cauchemar, elle revit l'accouchement vécu par Amanda Krueger il y a des décennies et assiste à la fuite de son enfant qui n'est autre que Freddy en nourrisson. Elle le poursuit mais ce dernier parvient à retrouver sa forme de croque-mitaine.
Alice alerte immédiatement Dan par téléphone qui se précipite pour la retrouver. Alors qu'il se rue vers sa compagne, Dan s'endort au volant et subit les tortures de Freddy. Ce dernier le fera fusionner avec une moto (le transformant en un hybride de Ghost Rider et de Cyborg). Il entre ensuite en collision avec un camion.
Témoin de l'accident, Alice est transportée à l'hôpital depuis lequel on lui apprend qu'elle est enceinte. Convaincue du danger immédiat que représente Krueger pour son enfant et ses amis, elle oriente ses recherches vers le passé de la mère de Freddy.
Greta est tuée après s'être endormie (Freddy utilise une poupée à l'effigie de Greta et force la jeune fille à manger ses organes, dans le monde réel, elle meurt étouffée) mais ses amis restent persuadés qu'Alice est trop perturbée par la mort de Dan pour raisonner de manière lucide.
Alice reçoit la visite de Jacob, un garçonnet étrange avec lequel elle ressent une connexion particulière. Elle apprendra par la suite qu'il est la manifestation de l'aura de l'enfant qu'elle attend.
Après la mort de Marc (Transformé en personnage de papier et découpé en morceaux par Freddy, dans le monde réel, il meurt écrasé), Alice assigne à Yvonne la tâche de libérer Amanda Krueger du refuge depuis lequel elle s'était suicidée. Pendant ce temps, Alice s'endort pour délivrer son fils de l'emprise psychologique qu'exerce Freddy sur lui.
Jacob parvient à lui rendre l'énergie des âmes avec lesquelles il l'avait nourrit tandis que Freddy est absorbé par Amanda.
Le film se conclut avec un plan dévoilant des fillettes vêtues de blanc jouant à la corde à sauter et fredonnant la comptine de Freddy à proximité d'Alice, de son père et d'Yvonne, ne semblant pas s'apercevoir du mauvais présage annoncé.

## Fiche technique
Sauf indication contraire, les informations mentionnées dans cette section peuvent être confirmées par la base de données cinématographiques IMDb,  présente dans la section « Liens externes ».
- Titre original : A Nightmare on Elm Street 5 : The Dream Child
- Titre français : L'Enfant du cauchemar
- Titre québécois : Les Griffes de la Nuit 5 : L'héritier du rêve
- Réalisation : Stephen Hopkins
- Scénario : Leslie Bohem, d'après une histoire de John Skipp, Craig Spector et Leslie Bohem, d'après les personnages créés par Wes Craven
- Décors : C.J. Strawn
- Costumes : Sara Markowitz
- Photographie : Peter Levy
- Montage : Brent A. Schoenfeld et Chuck Weiss
- Musique : Jay Ferguson
- Production : Rupert Harvey, Robert Shaye, Sara Risher et Jon Turtle
- Société de production : Alliance Vivafilm et New Line Cinema
- Budget : 6 000 000 $
- Format : Couleurs - 1,85:1 - 35 mm - son Dolby Surround
- Pays d'origine :  États-Unis
- Langue originale : anglais
- Genre : horreur (slasher), thriller, fantastique
- Durée : 89 minutes
- Dates de sortie :
  - États-Unis : 11 aout 1989
  - France : 5 aout 1990
- Interdit aux moins de 12 ans lors de sa sortie en France

## Distribution
- Lisa Wilcox (VQ : Violette Chauveau) : Alice Johnson
- Robert Englund (VF : Joël Zaffarano) (VQ : Yves Massicotte) : Freddy Krueger
- Danny Hassel (VQ : Daniel Lesourd) : Dan Jordan
- Kelly Jo Minter (VF : Dany Laurent) :  Yvonne
- Erika Anderson (VF : Amélie Morin) (VQ : Anne Bédard) : Greta Gibson
- Joe Seely (VF : Emmanuel Curtil) (VQ : Gilbert Lachance) : Mark Grey
- Nicholas Mele (VF: Jacques Brunet) (VQ : Mario Desmarais) : Dennis Johnson
- Burr DeBenning (VF : Guy Chapellier) : M. Jordan
- Valorie Armstrong (VF : Marion Game ) (VQ : Anne Caron) : Mme Jordan
- Michael Ashton : Gurney Orderly
- Beatrice Boepple (VF : Céline Monsarrat) (VQ : Madeleine Arsenault) : Amanda Krueger
- Matt Borlenghi : Jock
- Noble Craig : la fusion avec Freddy
- Beth DePatie (VQ : Coraly Zahonero) (VQ : Lisette Dufour) : Anne
- Will Egan : le conducteur du semi-remorque
- Stacey Elliott : la fille dans le casier
- Clarence Felder (en) : M. Gray
- Steven Grives : Dr. Moore
- Whit Hertford (VF : Boris Roatta) (VQ : Inti Chauveau) : Jacob
- Don Maxwell (VF: Emmanuel Jacomy) (VQ : Pierre Chagnon) : l'entraîneur Ostrow
- Eric Singer : l'un des musiciens à la TV (caméo)

Source et légende : Version québécoise (VQ) sur Doublage QC.

## Production

### Genèse et développement
L'écriture et la réalisation du film furent proposées à l'auteur Stephen King ainsi qu'à l'auteur de comics Frank Miller.
Certains éléments du scénario proviennent d'idées suggérées par Leslie Bohem (en) scénariste pour La Revanche de Freddy (1985), le second film de la saga. Elle avait, à l'époque, présenté l'idée d'un scénario présentant les thèmes de la grossesse et de la possession, dans l'esprit de rendre hommage au film Rosemary's Baby (1968) de Roman Polanski.
Dans cette idée, une toute nouvelle famille venait s'installer dans la maison 1428 d'Elm Street avec un adolescent, une mère enceinte et son nouveau beau-père. Freddy aurait alors pris possession de la mère et le contrôle du fœtus. L'idée avait alors été rejetée par New Line Cinema, notamment en raison de la grossesse de l'une des dirigeante du studio, Sara Risher. Ironiquement, c'est cette fois Sara Risher qui aurait relancé l'idée de mettre un bébé au centre de l'histoire.
Les scénaristes John Skipp et Craig Spector participent également au processus d'écriture, mais de faibles éléments de leur travaux furent conservés. Ils exigeront cependant d'être crédités au générique. Par ailleurs, plusieurs script doctors travaillent sur le film durant sa production comme William Wisher Jr., David J. Schow et Michael De Luca.

### Tournage
Le tournage a lieu à Los Angeles et Culver City.
Stephen Hopkins travailla continuellement sous la pression du studio, qui lui imposent de terminer le tournage dans des délais très serrés (le film sortira un an jour pour jour après le 4e film). Le tournage ne dure ainsi que 4 semaines.

### Musique

#### Original score
Bandes originales de Freddy
Le Cauchemar de Freddy
(1988) La Fin de Freddy : L'Ultime Cauchemar
(1991)
La musique du film est composée par Jay Ferguson.
| 1.  | Prologue – Elm Street Kids                                                      | 0:48 |
| 2.  | Main Title                                                                      | 3:22 |
| 3.  | "It's A Boy"                                                                    | 0:59 |
| 4.  | Freddy Delivers                                                                 | 1:18 |
| 5.  | Family Plot                                                                     | 1:32 |
| 6.  | Yvonne Takes The Plunge                                                         | 0:54 |
| 7.  | Mr. Sandman, Bring Me A Dream                                                   | 1:17 |
| 8.  | Don't Dream & Drive                                                             | 1:17 |
| 9.  | Like Father, Like Son                                                           | 2:02 |
| 10. | Mark Visits Elm Street (Contient le thème du premier film de Charles Bernstein) | 1:43 |
| 11. | Hell On Wheels                                                                  | 2:10 |
| 12. | Another Brick In The Wall                                                       | 1:30 |
| 13. | Stuffed / Choked (Gag Me With A Spoon)                                          | 1:32 |
| 14. | Shower                                                                          | 0:43 |
| 15. | The Asylum                                                                      | 1:13 |
| 16. | There Was A Crooked Man                                                         | 1:51 |
| 17. | Freddy's Stroller                                                               | 1:22 |
| 18. | Super Freddy                                                                    | 1:17 |
| 19. | Twins                                                                           | 1:15 |
| 20. | Freddy Cuts                                                                     | 1:47 |
| 21. | Mr. And Mrs. Jordan                                                             | 1:47 |
| 22. | Party At Club Fred                                                              | 1:27 |
| 23. | Amanda’s Tune                                                                   | 1:23 |
| 24. | Jacob’s Story                                                                   | 1:00 |
| 25. | Bewitched, Bothered And Bewildered                                              | 1:15 |
| 26. | Don’t Look Down                                                                 | 0:46 |
| 27. | St. Elm Street’s Child                                                          | 1:59 |
| 28. | Toys For Tots                                                                   | 1:19 |
| 29. | I’ve Got You Under My Skin                                                      | 0:54 |
| 30. | Kicking And Screaming                                                           | 1:03 |
| 31. | Womb With A V.U                                                                 | 1:52 |

#### Original soundtrack
Comme pour le précédent film de la franchise, un autre album de chansons est commercialisé. Pour ce film, Bruce Dickinson, leader du groupe de heavy metal Iron Maiden, écrit spécialement la chanson Bring Your Daughter… to the Slaughter. On peut également retrouver une chanson du rappeur Kool Moe Dee, intitulée Let's Go, qui contient un sample du célèbre rire de Vincent Price de la chanson Thriller de Michael Jackson. La chanson serait par ailleurs un diss song contre LL Cool J.
| No  | Titre                                   | Interprètes      | Durée |
| --- | --------------------------------------- | ---------------- | ----- |
| 1.  | Bring Your Daughter... to the Slaughter | Bruce Dickinson  | 5:03  |
| 2.  | Heaven in the Back Seat                 | Romeo's Daughter | 3:58  |
| 3.  | Savage                                  | WASP             | 3:28  |
| 4.  | Can't Take the Hurt                     | Mammoth          | 4:21  |
| 5.  | What Do You Know About Rock 'n' Roll    | Slave Raider     | 3:34  |
| 6.  | Any Way I Gotta Swing It                | Whodini          | 4:30  |
| 7.  | Now I Lay Me Down                       | Samantha Fox     | 4:17  |
| 8.  | Let's Go                                | Kool Moe Dee     | 5:25  |
| 9.  | Word Up Doc!                            | Doctor Ice       | 3:24  |
| 10. | Livin' in the Jungle                    | Schoolly D       | 3:36  |

## Accueil

### Critique
Le film reçoit des critiques globalement négatives. Sur l'agrégateur américain Rotten Tomatoes, il récolte 31% d'opinions favorables pour 32 critiques et une note moyenne de 4,10⁄10. Sur Metacritic, il obtient une note moyenne de 54⁄100 pour 11 critiques.

### Box-office
Le film réalise des scores décevants au box-office, par rapport aux précédents films. Aux États-Unis, il ne récolte que 22 168 359 $. C'est le plus mauvais score pour un film de la saga originelle, hormis Freddy sort de la nuit.
En France, le film ne comptabilise que 257 507 entrées.

## Novélisation
Ray Garton a signé la novélisation du film.

## Distinctions
- Prix de la critique et nomination au prix du meilleur film lors du festival Fantasporto 1990.
- Prix de la plus mauvaise chanson (Bruce Dickinson, pour Bring Your Daughter to The Slaughter) et nomination au prix de la plus mauvaise chanson (Mohandas Deweese, pour Let's Go!), lors des Razzie Awards 1990.
- Meilleur jeune acteur dans un second rôle (Whit Hertford), lors des Young Artist Awards 1990.

## Clins d'œil
Sur la porte du bureau du Dr. Moore, on peut voir le nom du Dr. Talalay. Il s'agit d'un hommage à Rachel Talalay, assistante de production sur les deux premiers films de la saga, productrice exécutive sur Les Griffes du cauchemar, productrice de Le Cauchemar de Freddy et réalisatrice du 6e opus, La Fin de Freddy : L'Ultime Cauchemar.